# بریگیت ونسلند
بریگیت ونسلند (۱۷ نوامبر ۱۹۱۳ – ۱۵ اکتبر ۲۰۰۱) یک زیست شیمی‌دان نروژی-آمریکایی بود. ونسلند بیشتر دوران حرفه‌ای خود را به‌عنوان عضو هیئت علمی در دانشگاه شیکاگو از سال ۱۹۴۱ تا ۱۹۶۸ گذراند. او در شیکاگو، آنزیم‌هایی را که جانوران در طی سوخت‌وساز استفاده می‌کنند با آنزیم‌هایی که گیاهان در فتوسنتز به کار می‌برند مقایسه کرد. پس از ترک شیکاگو و رفتن به آلمان، ونسلند از سال ۱۹۶۸ تا ۱۹۷۰ مدیر مؤسسه ماکس پلانک برای زیست‌شناسی سلولی بود. او سپس از سال ۱۹۷۰ تا زمان بازنشستگی‌اش در سال ۱۹۸۱، مدیر یک مرکز پژوهشی به‌نام خودش زیر نظر انجمن ماکس پلانک شد. در طول فعالیت حرفه‌ای خود، ونسلند در سال ۱۹۵۰ جایزه «استفان هیلز» را از انجمن گیاه‌زیست‌شناسان آمریکا و در سال ۱۹۶۴ مدال «گاروان-اولین» را از انجمن شیمی آمریکا دریافت کرد.

## اوایل زندگی و تحصیلات
ونسلند در ۱۷ نوامبر ۱۹۱۳ در کریستیان‌ساند، نروژ به دنیا آمد. مادرش «سیگرید کریستینه» معلم و پدرش «گنوف اولاف» تاجر چوب بود. او در سال‌های نخست زندگی‌اش همراه با مادر و خواهر دوقلویش در نروژ بزرگ شد، در حالی‌که پدرش به ایالات متحده آمریکا مهاجرت کرده بود. در چهار سالگی، ونسلند به همراه خانواده‌اش به شیکاگو، ایلینوی نقل مکان کرد تا با پدرش زندگی کنند. او تحصیلات کارشناسی خود را با بورس تحصیلی در دانشگاه شیکاگو آغاز کرد. ونسلند در سال ۱۹۳۴ مدرک کارشناسی علوم و در سال ۱۹۳۸ مدرک دکترای تخصصی در رشته زیست‌شیمی را از این دانشگاه دریافت کرد.

## حرفه
در دوران دانشگاه، ونسلند فعالیت حرفه‌ای خود را به‌عنوان یک تکنسین پژوهش در دانشکده پزشکی دانشگاه ایلینوی آغاز کرد. پس از دریافت مدارک دانشگاهی‌اش، ونسلند به‌مدت یک سال به‌عنوان دستیار زیست‌شیمی‌دان در دانشگاه شیکاگو کار کرد و سپس در سال ۱۹۳۹ به دانشکده پزشکی هاروارد رفت. ونسلند برنامه داشت که پس از دریافت بورسیه از فدراسیون بین‌المللی زنان دانشگاه‌رفته، حرفه خود را در فرانسه ادامه دهد. با این حال، به‌دلیل وقوع جنگ جهانی دوم، او به‌جای فرانسه به هاروارد رفت. ونسلند در مقام همکار پژوهشی در هاروارد، عضو تیمی بود که بر روی نحوه تبدیل دی‌اکسید کربن به گلیکوژن پژوهش می‌کرد. او در سال ۱۹۴۱ به دانشگاه شیکاگو بازگشت و تا سال ۱۹۶۸ در سمت‌های گوناگون آکادمیک، از مدرس گرفته تا استاد، فعالیت کرد.
در این دوره، ونسلند آنزیم‌هایی را که حیوانات در هنگام سوخت‌وساز استفاده می‌کنند، بررسی و آن‌ها را با آنزیم‌هایی که گیاهان در طی فتوسنتز به کار می‌برند، مقایسه کرد. در سال ۱۹۵۳، ونسلند یکی از نویسندگان مقاله‌ای دربارهٔ دهیدروژناز با عنوان انتقال آنزیمی هیدروژن بود. او همچنین یکی از نویسندگان مقاله‌ای در سال ۱۹۶۲ دربارهٔ واکنش هیل و دی‌اکسید کربن بود. در دوران فعالیتش در شیکاگو، ونسلند همچنین با اداره پژوهش و توسعه علمی، خدمات بهداشت عمومی ایالات متحده و بنیاد ملی علوم همکاری داشت.
پس از پایان فعالیتش در دانشگاه شیکاگو، ونسلند در سال ۱۹۶۸ به آلمان مهاجرت کرد تا به‌عنوان مدیر مؤسسه زیست‌شناسی یاخته ماکس پلانک منصوب شود. در آن‌جا، ونسلند اثرات نیترات بر کلروفیل را بررسی کرد. ونسلند همکاری خود را با انجمن ماکس پلانک ادامه داد و از سال ۱۹۷۰ تا ۱۹۸۱ مدیر مؤسسه پژوهشی ونسلند بود. پس از بازنشستگی‌اش در سال ۱۹۸۱، ونسلند در سال ۱۹۸۷ استاد وابسته دانشگاه هاوایی شد و به تدریس زیست‌فیزیک و زیست‌شیمی پرداخت.

## جوایز و افتخارات
در سال ۱۹۵۰، ونسلند به‌خاطر فعالیت‌هایش در زمینه زیست‌شیمی گیاهی، جایزه استیفن هِیلز را از انجمن گیاه‌زیست‌شناسان آمریکا دریافت کرد. چند سال بعد، در سال ۱۹۶۴، او مدال گاروَن-اولین را از انجمن شیمی آمریکا دریافت کرد.

## درگذشت
در ۱۵ اکتبر ۲۰۰۱، ونسلند در کانیوه، هاوایی درگذشت.